# Hostavice
Hostavice est un quartier pragois situé dans le nord de la capitale tchèque, appartenant à l'arrondissement de Prague 14, d'une superficie de 197,6 hectares est un quartier de Prague. En 2018, la population était de 3 183 habitants.
La ville est devenue une partie de Prague en 1968.